# Cheirodon parahybae
Cheirodon parahybae är en fiskart som beskrevs av Eigenmann, 1915. Cheirodon parahybae ingår i släktet Cheirodon och familjen Characidae. Inga underarter finns listade i Catalogue of Life.